# Kontrola zračnega prometa
Kontrola zračnega prometa je storitev organiziranja poletov v nadzorovanem delu zračnega prostora suverene države, ki jo izvajajo posebej usposobljeni kontrolorji in z njo zagotavljajo pretočnost ter varnost poletov. Kontrolorji v skladu z mednarodnimi standardi dajejo navodila pilotom zrakoplovov, pri čemer se opirajo na podatke o legi in gibanju zrakoplovov ter komunikacijo s piloti v njihovi pristojnosti. Letališka kontrola poleg tega koordinira premike zrakoplovov in drugih vozil na letališču ter izdaja dovoljenja za vzletanje in pristajanje.
Poklic kontrolorja je eden umsko najzahtevnejših poklicev na svetu, saj zahteva izjemno koncentracijo, organizacijsko sposobnost ter poznavanje množice pravil, specifik zrakoplovov, aerodinamike, meteorologije itd. Kontrolor lahko brez premora dela največ dve uri hkrati.

## Slovenija
V Sloveniji deluje krovni Center za vodenje in kontrolo zračnega prometa, ki ima prostore v namenski zgradbi na območju brniškega letališča. Sestavljajo ga Priletna in Območna kontrola zračnega prometa ter Letališka kontrola na treh civilnih in enem vojaško-civilnem letališču. V sklopu Centra deluje tudi Letalska šola, ki usposablja kontrolorje, saj tovrstnega izobraževanja slovenski šolski sistem ne nudi.